# Franco Giulio Brambilla
Franco Giulio Brambilla (* 30. června 1949 Missaglia) je italský římskokatolický duchovní a biskup Novary.

## Život
Narodil se 30. června 1949 v Missaglii.
Vstoupil do kněžského semináře v Venegono Inferiore. Po teologickém studiu byl 7. června 1975 arcibiskupem Giovanni Colombem vysvěcen na kněze a inkardinován do milánské arcidiecéze. Následně byl poslán do Papežského lombardského semináře v Římě, kde se na Papežské univerzitě Gregoriana věnoval studiu licenciátu z teologie.
V letech 1978–1985 vyučoval biblistiku, spirituální teologii a antropologii v semináři v Sevesu. Od roku 1984 byl profesorem na Papežské teologické fakultě Severní Itálie, kde v letech 2006–2012 byl prezidentem. Dne 13. července 2007 jej papež Benedikt XVI. jmenoval pomocným biskupem milánské arcidiecéze a titulárním biskupem z Tullie. Biskupské svěcení přijal 23. září z rukou kardinála Dionigi Tettamanziho a spolusvětiteli byli arcibiskup Francesco Coccopalmerio, biskup Marco Ferrari, Renato Corti a Giuseppe Betori.
Dne 24. listopadu 2011 byl převeden do úřadu biskupa Novary. Od 20. května 2015 do 25. května 2021 zastával funkci místopředsedy Italské biskupské konference.